# (4271) Novosibirsk
(4271) Novosibirsk ist ein Hauptgürtelasteroid, der am 3. April 1976 von Nikolai Stepanowitsch Tschernych vom Krim-Observatorium aus entdeckt wurde.
Der Asteroid wurde nach der russischen Stadt Nowosibirsk benannt.